# Якопо да Эмполи
Якопо да Эмполи, настоящее имя Якопо Кименти (итал. Jacopo Chimenti;, 30 апреля 1551, Флоренция — 30 сентября 1640, Флоренция) — итальянский живописец, представитель так называемого контрманьеризмa, течения в искусстве Италии, художники которого заимствовали некоторые приёмы маньеризма, но пытались вернуться к классической уравновешенности искусства Высокого Возрождения. Фамилию художника иногда пишут как Якопо Кименти да Эмполи.

## Биография
Якопо родился во Флоренции. Приложение к фамилии «Эмполи» происходит от места рождения отца художника: Кименти ди Джироламо ди Микеле, матерью Якопо была Алессандра Татти, дочь скульптора и архитектора венецианской школы Якопо Сансовино.
Якопо да Эмполи учился живописи в мастерской Мазо да Сан-Фриано. На его живописную манеру повлияли произведения Понтормо, Санти ди Тито и, в отношении использования светотени, Караваджо. Работал во Флоренции и маленьких городах Тосканы. Посетил город Геную. Писал картины на библейские сюжеты и портреты.
По словам его биографа Бальдинуччи, автора сочинения «Заметки о мастерах рисунка от Чимабуэ до наших дней», который имел информацию из первых рук, Эмполи был по своей природе ленив, избегал работать при первой возможности. «Он имел обыкновение получать большие авансы за заказанные ему работы, и тот факт, что он их получал, является доказательством того, насколько высоко он был уважаем как художник. Однако „он никогда не завершал работу, не потратив на неё значительную сумму сверх той, которую она стоила“. А денег было недостаточно; Так как он был чрезвычайно жаден, он любил, чтобы ему давали еду и самые лучшие вещи, и для этого он так много работал и так много говорил, что тот, кто заказывал ему работу, в дополнение к тому, чтобы дать ему деньги вперед, должен был удовлетворить его, если он этого хочет».
Свою мастерскую по написанию портретов и натюрмортов Якопо да Эмполи разместил во Флоренции, в Палаццо Паскуи на Виа деи Серви, о чём сегодня напоминает мемориальная доска.
Похоронен художник в церкви Сан-Лоренцо во Флоренции.

## Галерея

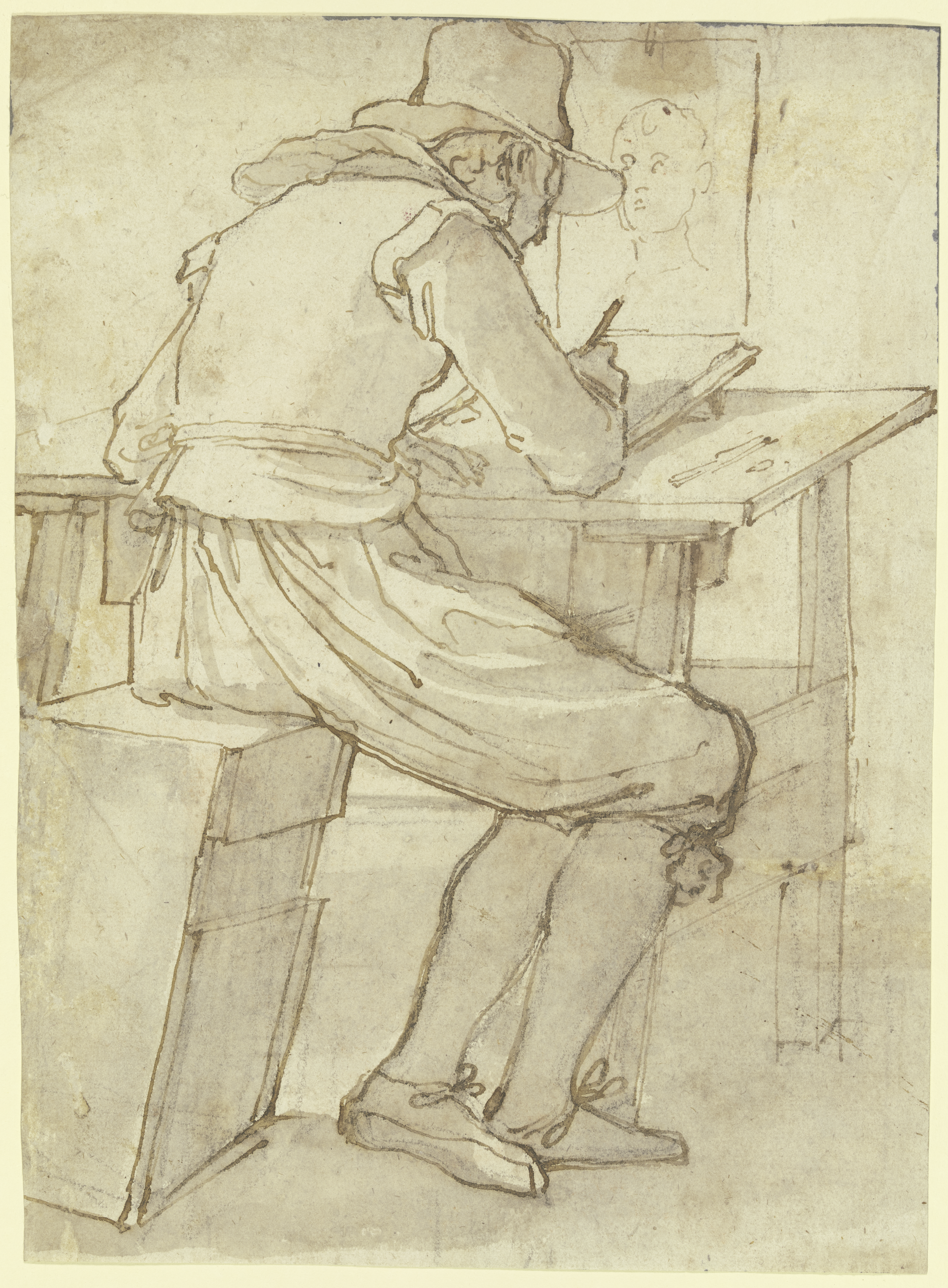
Художник за рисованием. Между 1551 и 1640. Бумага, сепия, кисть. Штеделевский художественный институт, Франкфурт-на-Майне
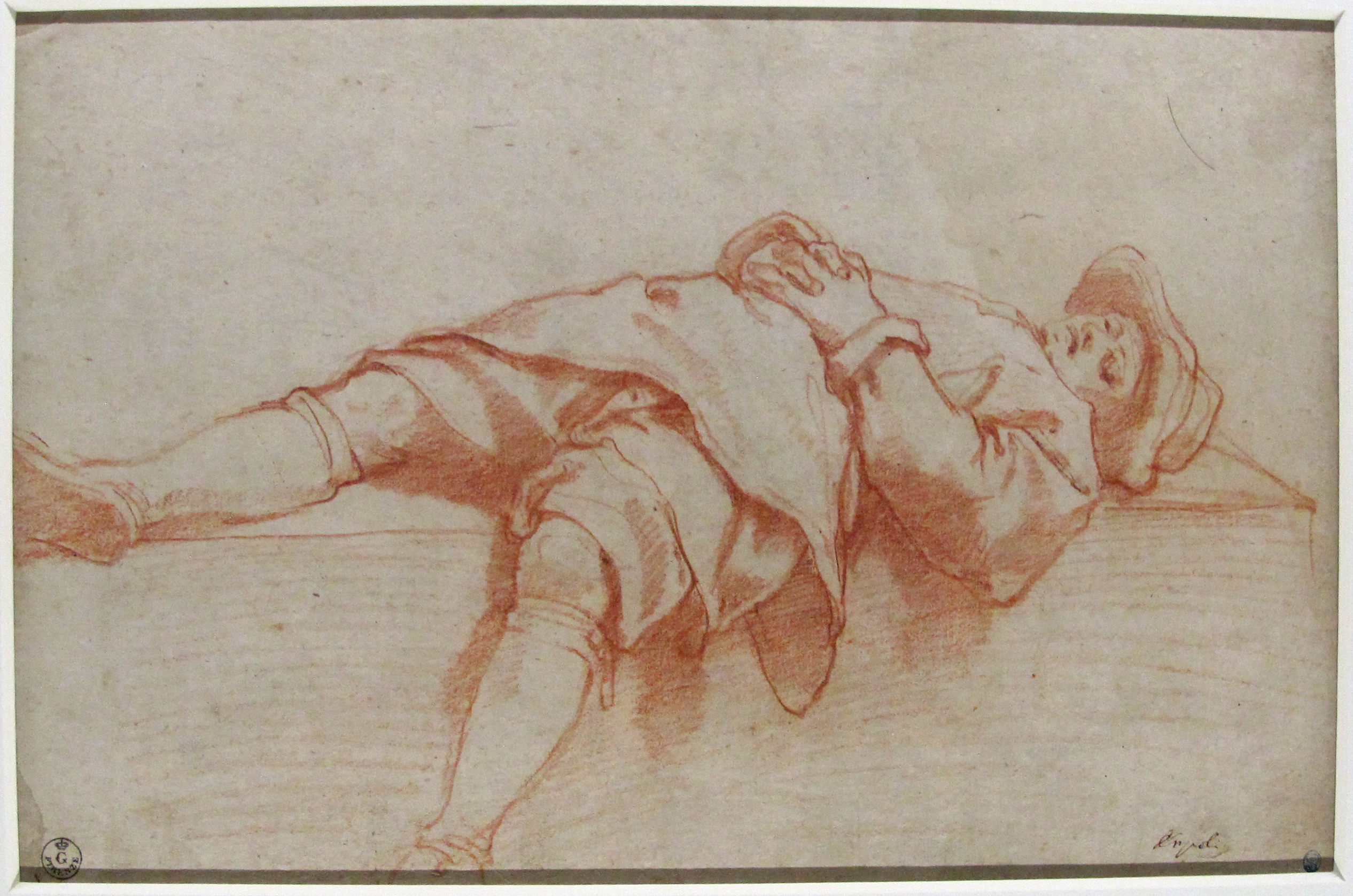
Отдыхающий. Между 1610 и 1620. Бумага, сангина. Уффици, Флоренция
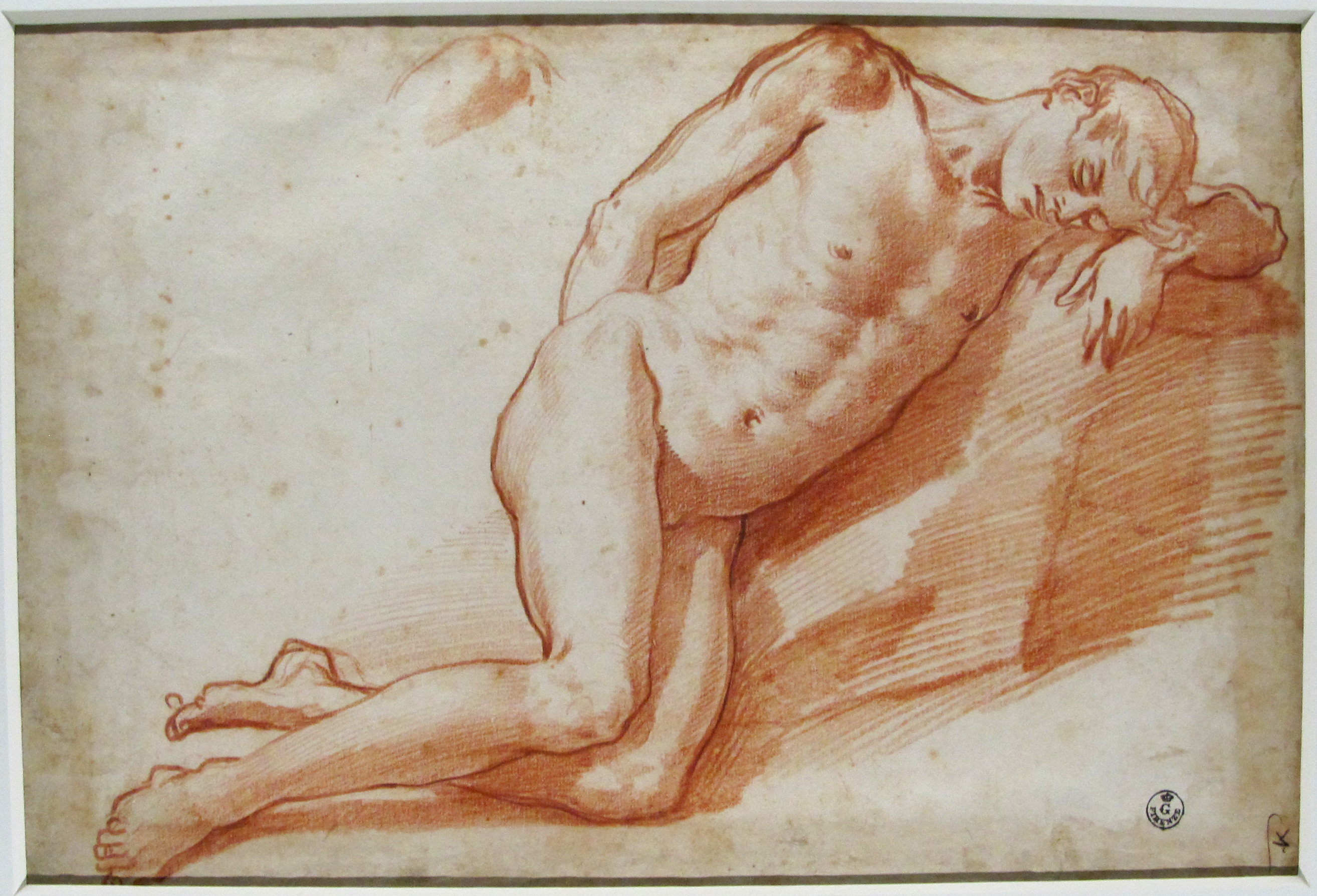
Лежащий натурщик. Между 1615 и 1620. Бумага, сангина. Уффици, Флоренция
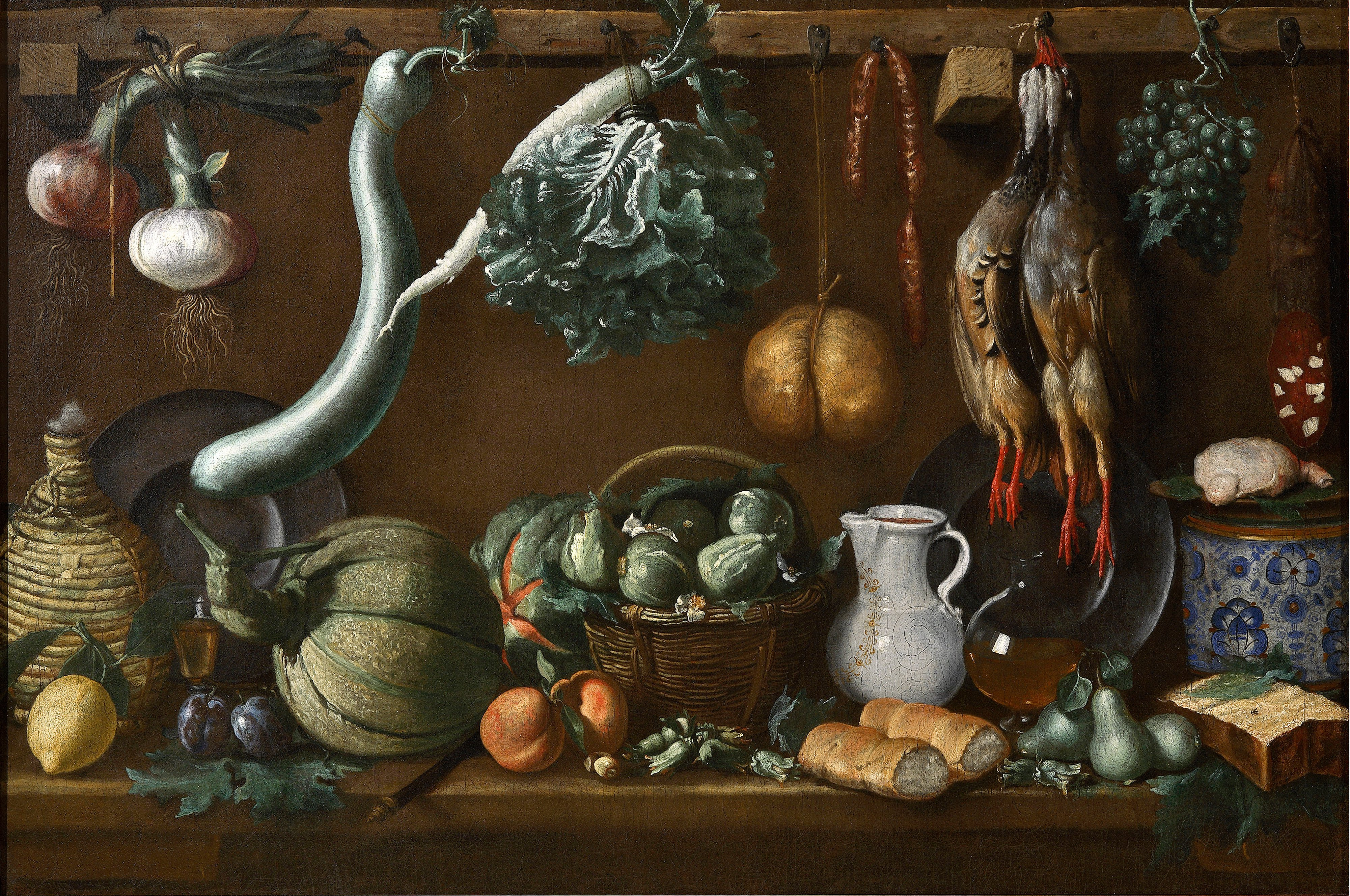
Натюрморт. Ок. 1625. Государственный музей изобразительных искусств имени А. С. Пушкина, Москва
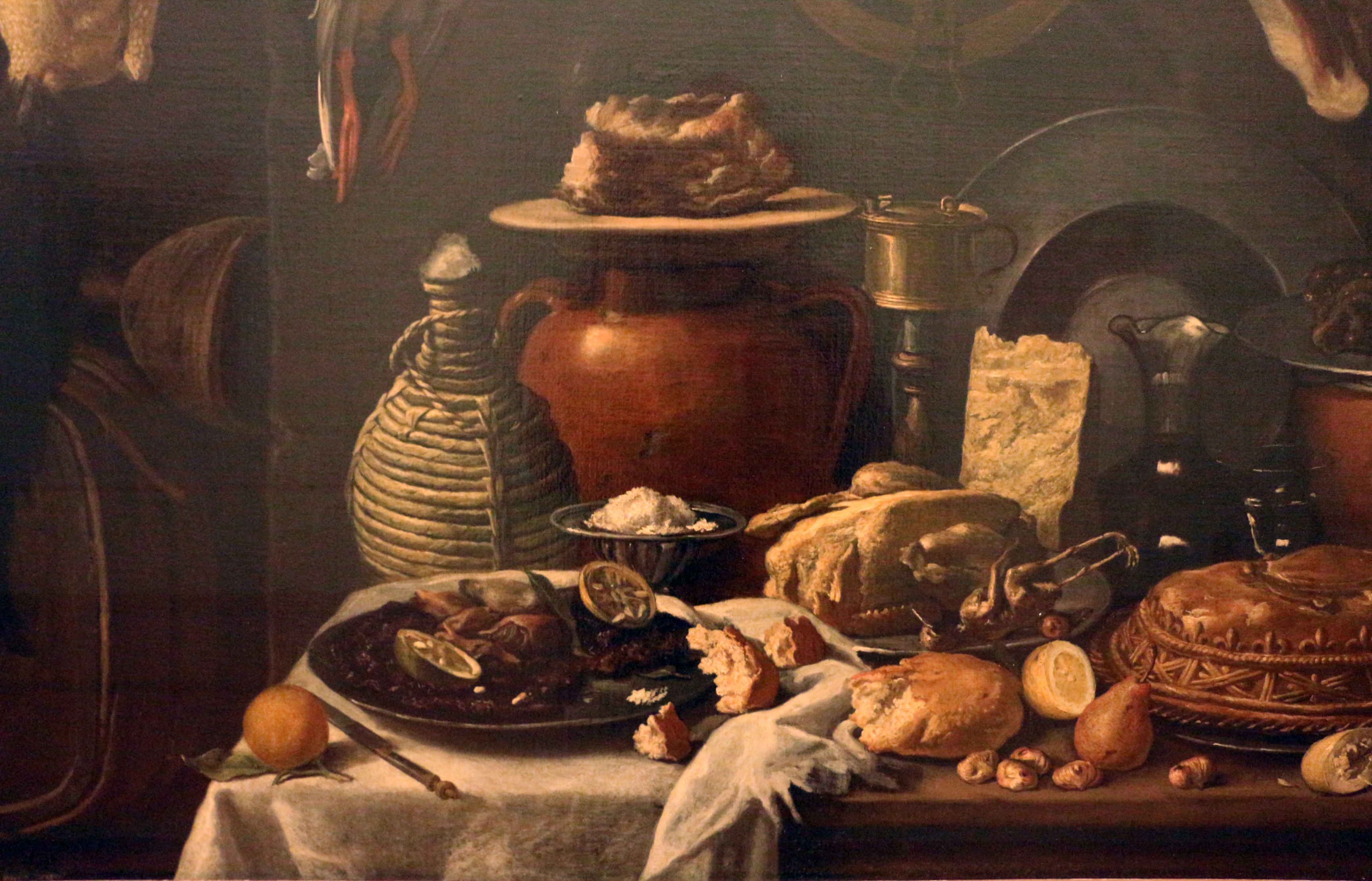
Кухонный натюрморт. 1624. Уффици, Флоренция
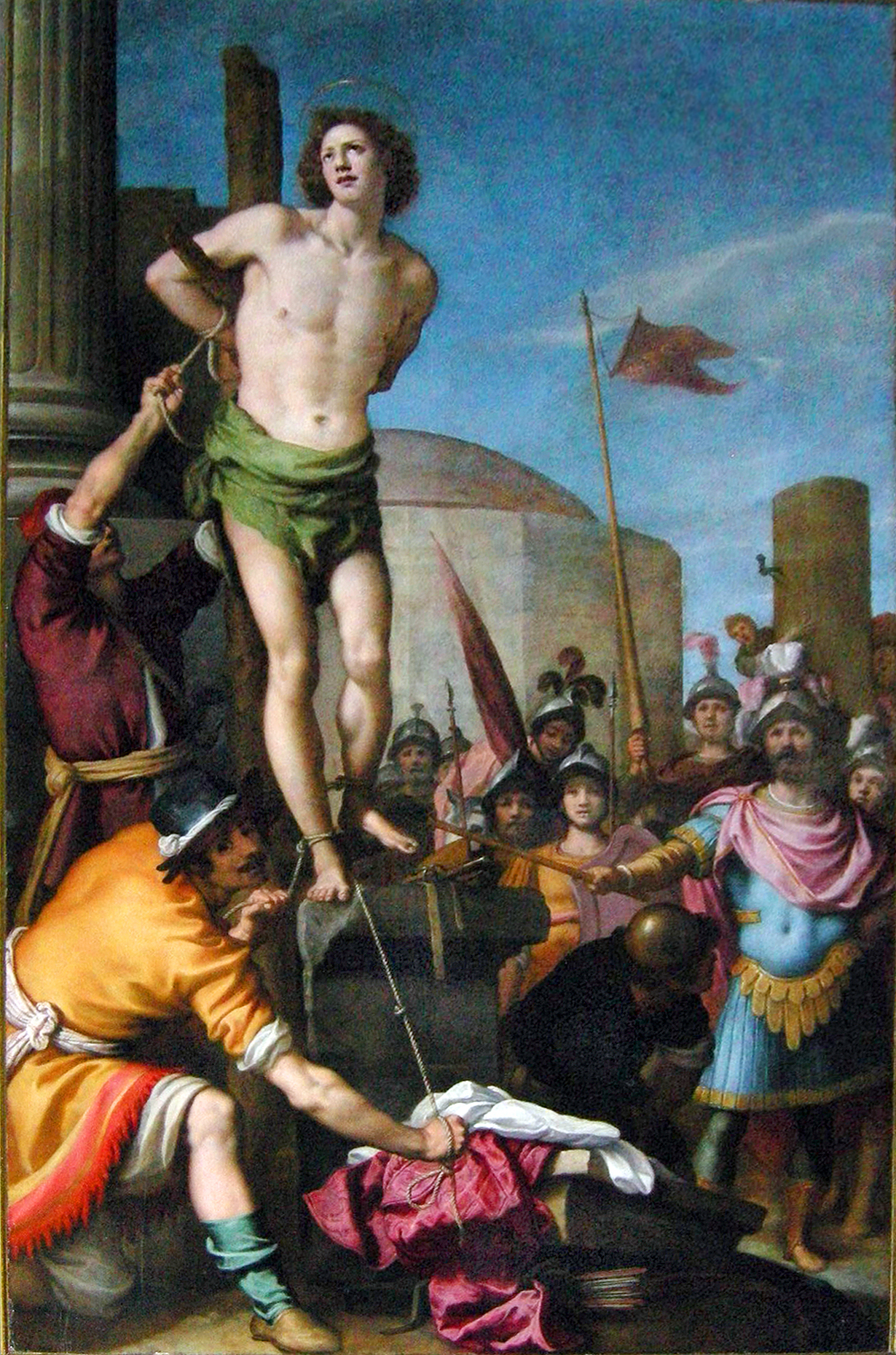
Мученичество Святого Себастьяна. Базилика Сан-Лоренцо, Флоренция
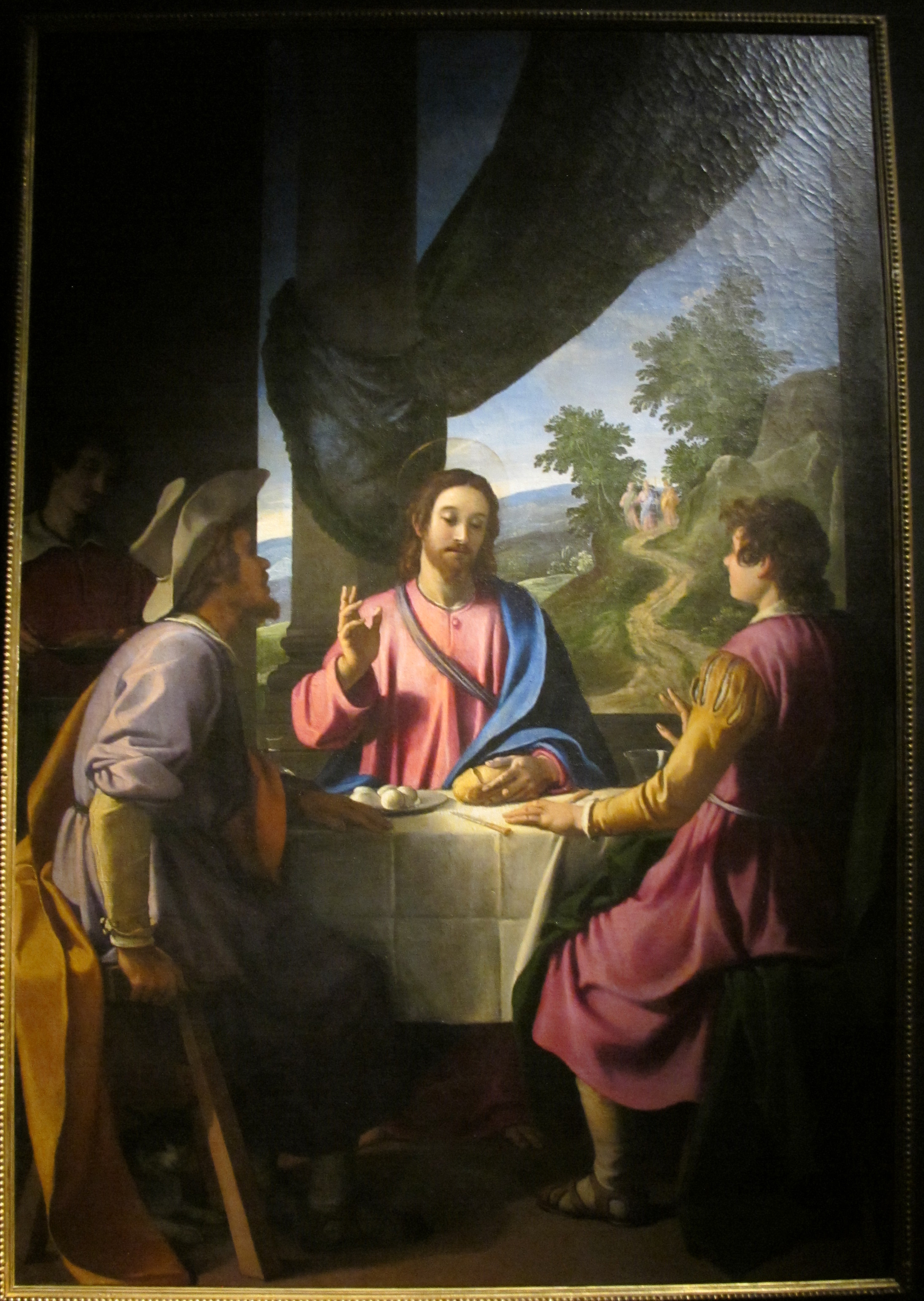
Ужин в Эммаусе. 1609. Частное собрание
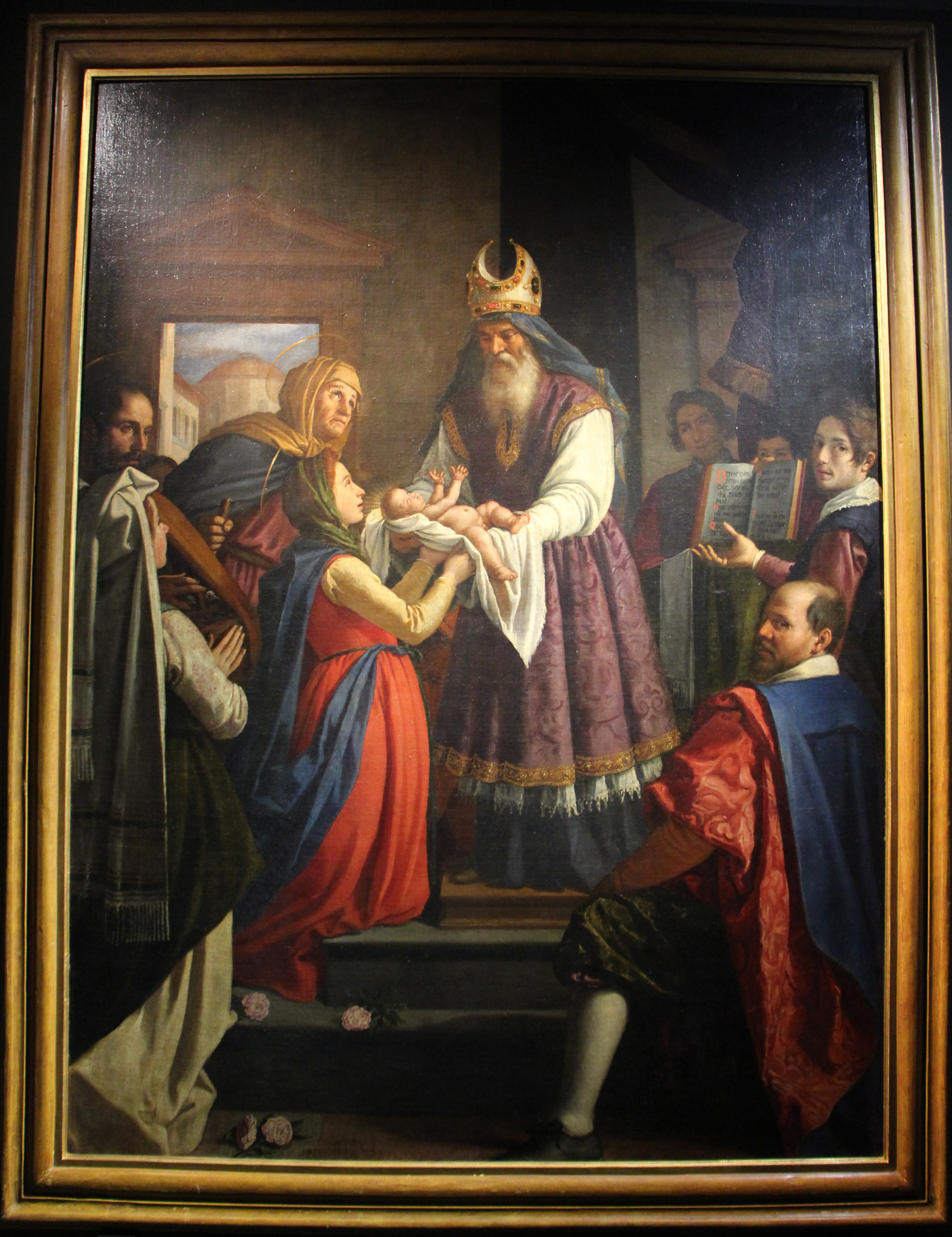
Представление Иисуса в храме. 1606. Частное собрание
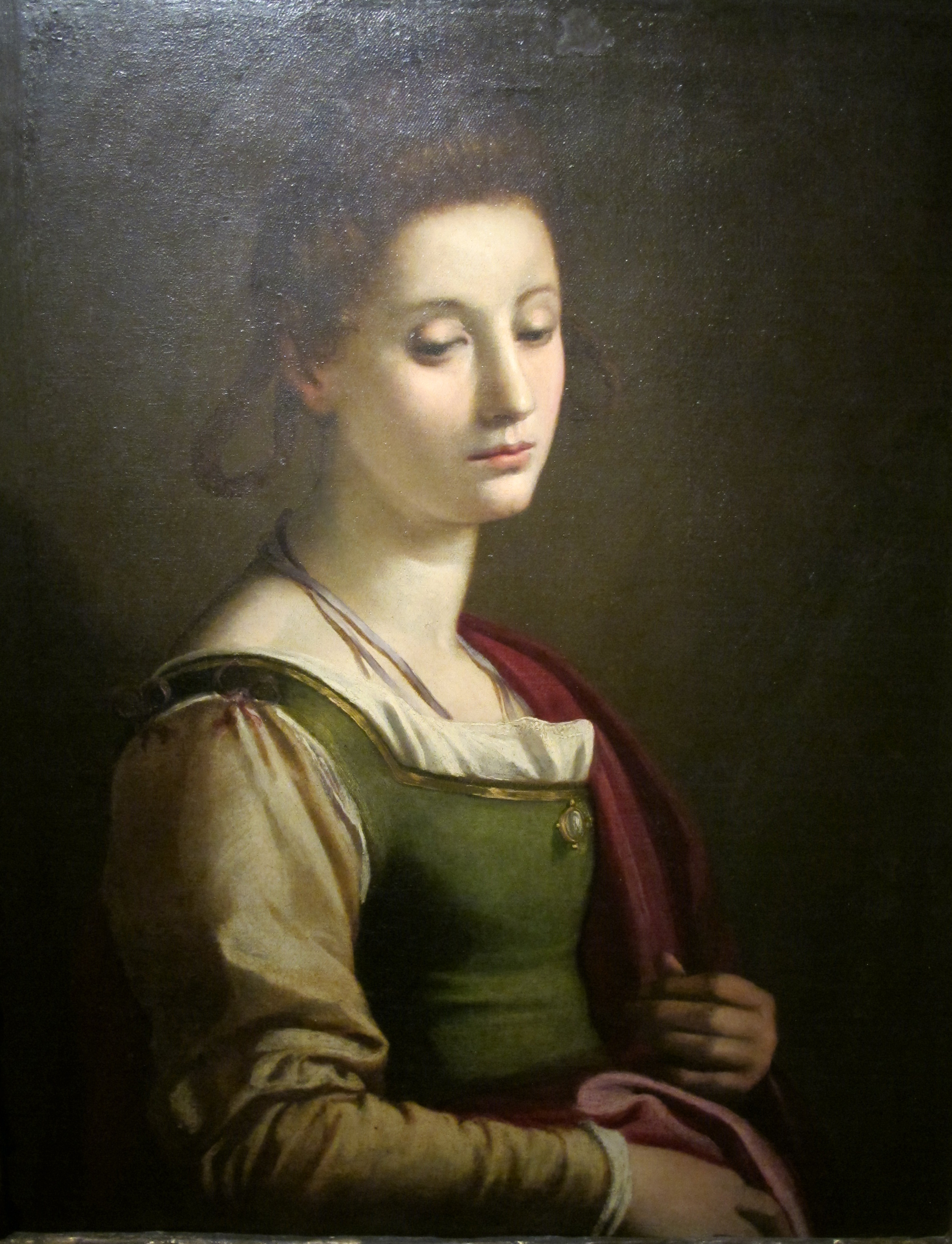
Святая мученица. Между 1600 и 1605. Частное собрание